# Ekenäs IF
Ekenäs IF, vollständig Ekenäs Idrottsförening r.f. (schwedisch wörtlich „Ekenäs Sportverein e. V.“), abgekürzt EIF, ist ein 1905 gegründeter finnlandschwedischer Sportverein aus Ekenäs. Der Verein betreibt unter anderem Fußball, Handball und Unihockey.

## EIF (Fußball)
2023 gewann die erste Herren-Fußballmannschaft die Meisterschaft in der Ykkönen und stieg zum ersten Mal in der Vereinsgeschichte in die Veikkausliiga, die höchste Spielklasse des Landes, auf. 2024 stieg der Verein in die Ykkösliiga ab.

### Erfolge
- III Divisioona – Gruppe 2: 1974  ▲, 1980  ▲, 1990  ▲
- Kolmonen – Gruppe 2: 1993  ▲
- Kolmonen – Sektion 1: 2001  ▲, 2011  ▲
- Kakkonen – Süd: 2013, 2014  ▲
- Ykkönen: 2023  ▲

Anfang 2024 wurde die erste Fußballmannschaft des Vereins mit Finlandssvenska bragdmedaljen ausgezeichnet, einer Ehrung für Sportler des Jahres in Svenskfinland.

### Stadion
Der Fußballverein trägt seine Heimspiele im Ekenäs centrumplan in Ekenäs aus. Das Stadion hat ein Fassungsvermögen von 2500 Personen.
Koordinaten: 59° 58′ 24,6″ N, 23° 26′ 35,4″ O

### Trainerchronik
Stand: Februar 2024
| Trainer               | Nationalität                | von                | bis                |
| --------------------- | --------------------------- | ------------------ | ------------------ |
| Sixten Boström        | Finnland                    | 1. Januar 1995     | 31. Dezember 1996  |
| Mike Keeney           | Finnland Vereinigte Staaten | 1. Januar 2012     | 31. Dezember 2012  |
| Jens Mattfolk         | Finnland                    | 1. Januar 2013     | 31. Dezember 2013  |
| Jari Rantanen         | Finnland                    | 1. Januar 2014     | 31. Dezember 2014  |
| Jens Mattfolk         | Finnland                    | 1. Januar 2015     | 31. Dezember 2015  |
| Stefan Strömborg      | Finnland                    | 1. Januar 2016     | 21. September 2016 |
| Ilkka Marttila        | Finnland                    | 22. September 2016 | 31. Dezember 2016  |
| Jens Mattfolk         | Finnland                    | 1. Januar 2017     | 31. Dezember 2017  |
| Gabriel Garcia Xatart | Spanien                     | 1. Januar 2018     | 30. Juni 2019      |
| Guillem Santesmases   | Spanien                     | 1. Juli 2019       | 22. September 2021 |
| Manuel Bejarano       | Spanien                     | 23. September 2021 | 31. Dezember 2021  |
| Mikko Manninen        | Finnland                    | 1. Januar 2022     | 20. Juli 2022      |
| Daniel Bolufer        | Spanien                     | 21. Juli 2022      | 23. Juli 2022      |
| Filipe Pedro          | Portugal                    | 24. Juli 2022      | 31. Dezember 2022  |
| Gabriel Garcia Xatart | Spanien                     | 1. Januar 2023     | 10. August 2024    |
| Christian Sund        | Finnland                    | 13. August 2024    |                    |